# Gare de Ferrol
La Gare de Ferrol est située au centre de Ferrol. Elle permet la desserte de la ville par la ligne régionale G-4 qui permet de rejoindre La Corogne.

## Gare AVE
La gare est actuellement en plein remaniement pour l'arrivée de ligne à grande vitesse Atlantique qui permettra de relier Ferrol à la frontière Portugaise via les principales villes du littoral (La Corogne, Saint-Jacques-de-Compostelle, Pontevedra...). Elle aura particularité d'accueillir trois types d'écartement de rails : international (UIC) pour l'LGV Atlantique (Espagne), espagnol pour la ligne régionale et métrique pour la ligne suburbaine F-1(Cercanias).

## Service Ferroviaire

### Regional Exprés
Une lignes régionale desservant la ville
| Lignes | Trajet              | Villes desservies |
| ------ | ------------------- | --- |
| G4     | La Corogne - Ferrol | La Corogne-San Cristóbal - Elviña-Universidade - O Burgo-Santiago - Cambre - Cecebre - Betanzos-Infesta - Betanzos-Cidade - Miño-Castro - Perbes · Pontedeume - Cabanas - Franza - Barallobre - Perlío · Neda - Ferrol |